# Luigi Marchetti
Luigi Marchetti (Genova, 6 giugno 1888 – ...) è stato un calciatore e arbitro di pallanuoto italiano.

## Carriera calcistica
Cresciuto calcisticamente nell'Andrea Doria, dove gioca per cinque stagioni tra le file della prima squadra, raggiungendo il terzo posto nella classifica finale della Prima Categoria 1907 e Prima Categoria 1908. L'esordio in biancoblu è datato 7 gennaio 1906, nella sconfitta per tre a uno patita nel derby contro il Genoa.
Nel 1910 al Genoa, esordendo il 27 novembre di quell'anno nella sconfitta casalinga per tre a zero contro il Milan. Partecipa nella stessa stagione all'incontro di inaugurazione del Campo di Marassi il 22 gennaio 1911 che vide il Genoa soccombere all'Inter. La stagione si concluderà con il quinto posto finale.
La stagione seguente Marchetti giocherà un solo incontro in rossoblu, la vittoria per due a zero il 17 dicembre 1911 contro la Juventus, raggiungendo con il suo club il terzo posto.
Dopo due stagioni tra i grifoni passa al Liguria, che militava in cadetteria, club con il quale viene schierato nel ruolo di attaccante ottenendo la promozione in massima serie. Nelle due stagioni seguenti Marchetti ed il suo club chiuderanno entrambe le annate all'ultimo posto del Girone A del Torneo Maggiore. Nella stagione 1914-1915 sarà scelto come capitano della squadra.